# Escuela de las nuevas sensaciones
La Shinkankaku-ha (新感覚派?) fue una escuela literaria japonesa que estuvo activa en el periodo previo a la Segunda Guerra Mundial. Fue liderada por los escritores Riichi Yokomitsu y Yasunari Kawabata, quienes pretendían explorar las “nuevas sensaciones o impresiones” posibles a través de la literatura de su país. Sobre el tema, el propio Yokomitsu escribiría:

Dicho de forma breve, para la Shinkankaku-ha el fenómeno de la percepción es la directa, intuitiva sensación de una subjetividad que deja de lado los aspectos exteriores y naturalizados y se dirige hacia la cosa en sí.

## Historia
Luego del Gran Terremoto de Kantō (1923) y el incendio subsiguiente, las nuevas tecnologías como el metro, el avión o la radio fueron paulatinamente transformando Japón. Así, de forma paralela, también se gestó una nueva concepción sobre la vida moderna. Fue en este periodo cuando se desarrolló la Shinkankaku-ha, al comienzo del llamado “modernismo japonés”, con influencias de la vanguardia europea (no confundir con el modernismo hispano o el modernism anglosajón).
Como una forma de rechazar la literatura de su época, Kawabata, Yokomitsu y otros jóvenes escritores se agruparon para fundar en 1924 la revista Edad Literaria (文藝時代 Bungei jidai?). En principio, fue el crítico literario Kameo Chiba quien acuñó el término Shinkankaku-ha (“Escuela de la nueva sensibilidad” o “de las nuevas sensaciones”) para referirse al conjunto de las ideas y el estilo que exhibían los escritores de dicha revista. Pese a la duda inicial sobre la adecuación de la etiqueta —el de la revista era un grupo más bien heterogéneo—, más tarde se escribieron diversos artículos abanderando el término.

## Antecedentes
Se considera como un movimiento previo a la Shinkankakuha la publicación, en el mismo año de 1924, de unos comentarios que Horiguchi Daigaku hiciera sobre el novelista francés Paul Morand, a quien describe como el “símbolo de una nueva era”. Daigaku destaque que, en lugar de emplear una lógica racional para describir las relaciones entre distintas cosas, Morand usa la lógica de los sentidos. Este trabajo inspiraría a algunos escritores a buscar un nuevo estilo; entre ellos, Yokomitsu y compañía con la revista Edad Literaria.

## Críticas en contra de laShinkankaku-ha
Se ha señalado la dificultad que enfrentó Kawabata a la hora de definir lo viejo frente a lo nuevo. Aunque defendió la estética de las nuevas sensaciones como parte integral de aquella “nueva literatura” que buscaba, el concepto de novedad que encarnaba permaneció no del todo claro. Más tarde, publicó un artículo en el cuarto número de la Edad Literaria donde afirmaba que la literatura de Occidente había inspirado un nuevo estilo de escritura en la tradición japonesa, es decir, esa “nueva literatura” mencionada.